# 1784-es erdélyi parasztfelkelés
Az 1784-es erdélyi parasztfelkelés vagy Hóra-lázadás vallási-etnikai színezetű parasztfelkelés volt az Erdélyi-középhegység területén. A felkelést II. József 1784. január 31-i rendelete váltotta ki, melyben utasítást adott arra, hogy növeljék az erdélyi határőrök létszámát. Elterjedt tévhírként, hogy megindult az összeírás, melyre júniustól augusztusig nyolcvan falu népe jelentkezett. A gyülekezők javarészt román nemzetiségű jobbágyok voltak, akik a katonaélettől elsősorban a nyomorból való kitörést várták.
A helyi közigazgatás vezetői úgy vélték, hogy a kormányszervek megkerülték őket, ezért ahol csak tudták, hátráltatták ezt a folyamatot. A gyülekezők meg azt érzékelték, hogy „a nemesség” megakadályozza őket abban, hogy a könnyebb életet választhassák. Az egyre elégedetlenebb gyulafehérvári gyülekezők között Hóra (magyarosan Urszu Miklós) azt híresztelte, hogy a császár őt jelölte ki a románok vezetőjévé. Krizsán pedig a Fehér-Kőrös vidékén szólította hadba a jobbágyokat. A felbőszített több tízezres tömeg fegyvert fogott és a román ortodox egyház támogatása mellett rátámadt a nemességre és a nem ortodox vallású magyar, szász és román lakosokra. A Hóra vezette román felkelők szörnyű kegyetlenkedésekbe kezdtek, melynek 1784 ősze és 1785 tele között 133 javarészt magyar település és 4000 ember esett áldozatául.

## Előzmények

### Az erdélyi románság helyzete
Az erdélyi román parasztságra is jelentős elnyomás nehezedett a 18. században. Tetézte a gondokat, hogy nem tartozott a három kiváltságos rendi nemzethez, mint „megtűrt” nemzet éltek Erdélyben, többségük vallása, a román ortodox sem tartozott a bevett felekezetek közé. A Mária Terézia által 1767-ben kiadott urbáriumot – amely csökkentette a parasztság kötelezettségeit a földesúr felé –, a nemesség nem nézte jó szemmel, több alkalommal szólaltak fel ellene a megyegyűléseken. Az új urbárium, mivel csökkentette a jobbágyi terheket, nagy népszerűséget hozott a császárnőnek azokon a területeken ahol elfogadták, főleg a Dunántúlon. Azokon a területeken, ahol nem ültették át a gyakorlatba a rendeletet, a parasztság továbbra is jelentős terhek és elnyomás alatt élt. Az erdélyi parasztság jelentős része úgy gondolta, ezért a földesurak a hibásak, mivel nem hajlandóak elfogadni az urbáriumot, titkolják előlük az életük könnyebbé válását segítő rendeletet.
Az elégedetlenség etnikai színezetet is kapott, mivel a földesurak leginkább magyarok voltak. Mária Terézia rendeletében így fogalmaz: „Kell, hogy már véget érjen az emberiségnek ez a rabszolgai lealázása”. Sejtelmes, szinte forradalmi szavait a román parasztság úgy értelmezte, hogy közös ellenségük a magyar nemes. A helyzetet tovább rontotta a románok lakta Erdélyi-szigethegység viszonylagos túlnépesedettsége, a terület már nem tudta eltartani az egyre növekvő népességet.

### A rablóbandák
Az Erdélyi-szigethegység és a Zarándi-hegység a Magyar Királyság kevésbé civilizált területei közé tartozott, a Mária Terézia nevével fémjelzett modernizáció kevésbé érintette, sok tekintetben még mindig hasonlított a török hódoltság alatti időkhöz. Ezen idők maradványa volt az a rablóvilág, amely a térséget uralta, a kietlen, hegyes vidéken garázdálkodó román és szerb zsiványokat a hatóságoknak sem sikerült megfékezniük. A területen élő sanyarú sorsú fegyvertelen nép ezekben a rablókban látta a hőst. A fennálló elnyomó rendszerrel szemben álló és az ő jogaikat védő bátor szabadságharcost. Ezek a zsiványok főleg katonaszökevények voltak. Az új császár, II. József feltett szándéka volt, hogy leszámol a területet uraló rablóbandákkal. Arad vármegye keleti, hegyes vidékén harapózott el legjobban a banditák fosztogatása, így a császár 100 aranytallér jutalmat tűzött ki élő rabló elfogásáért. Ennek hírére 24 fegyveres rabló elfogta az Arad megyei alispánt, Forray Andrást és a túszért cserébe kegyelmet követeltek. Ezt a megye a nagy ijedtségben el is fogadta, a közrend megerősítésére pedig 24 huszárt fogadott. Forray kiváltására az aradi román püspök ment a rablók közé. Békéltető istentiszteletet tartott, azonban nem járt sikerrel. Rálőttek, de nem sérült meg. Erre a császár egy polgári és egy katonai biztost küldött a nyugalom helyreállítására, Jankovich Antalt és Paul Dimich von Papilla tábornokot. Korabeli beszámolók alapján a helyzet 1784 nyarára olyan súlyossá vált, hogy senki sem mert Erdélybe utazni.

### A román állam terve
A Habsburg és az Orosz Birodalom 1782-ben megállapodtak Törökország felosztásán, mely szerint orosz javaslatra megállapodtak abban, hogy létre kell jönnie egy országnak, amely a római időkben a Dacia nevet viselte, és Havasalföldet, Moldvát és Besszarábiát foglalja magában. Az orosz propagandagépezet által kiötlött elképzelés terjesztését a Bukarestbe küldött orosz főkonzul volt hivatott terjeszteni. Abban az időben az erdélyi román papok kapcsolatban álltak a havasalföldi és moldvai fejedelmi udvarokkal, így a román állam terve szélsebesen terjedt az erdélyi román papság körében is, akik igyekeztek megosztani azt népükkel is. A terv később kibővült, nevezetesen az egyesített Havasalföldhöz, Moldvához és Besszarábiához csatlakozott volna Erdély is. Ebben a szellemben kezdődött meg a Hóra-féle lázadás.

## A lázadás

### Kezdetek
1784-ben már jelentős ellentét volt a magyar nemesség és a császár, illetve a románság között, csak idő kérdése volt, mikor tör ki egy lázadás. A jobbágyságnak csak egyetlen lehetősége volt, hogy megszabaduljon terheitől; ha beállt katonának, így a magyar nemesség elleni gyűlölettől átitatott pópák bátorítására egész falvak népe indult meg katonának jelentkezni. A magyar nemesség a hatalmas tömeg láttán megijedt és le akarta állítani a toborzásokat, tartva a felbőszült tömegtől. Azonban a császár a magyar nemesség minden igyekezete ellenére kész volt akár erővel is végrehajtani a katonai összeírásokat.

### A harcok
A lázadás a katonai összeírás napján, 1784. november elején tört ki a bányakamara, és nem a magyar nemesség igazgatása alatt álló Erdélyi-érchegységben. Az Arad vármegyéből kikergetett banditák, közülük is főleg Hóra (románul Horea, Vasile Ursu Nicola) által vezetett lázadás vette kezdetét és kegyetlenkedéseit egy korabeli beszámoló így írja le:
„Az egésznek okozója gyanánt egy Horia nevű embert említenek, ki célja elérésére a hidak alatt össze szokott jönni a parasztokkal, kiknek Mesztákont, egy hegyen épült templomot, Brádtól nem messze, jelölt ki gyűlőhelyül. Ez a rendelet futótűz gyanánt terjedt, úgyhogy a kijelölt napra roppant parasztcsoport gyűlt össze azon a helyen, hol aztán a gonosz egy (tudja isten honnan szerzett) nála levő, aranyos betűvel írt pátenst (a brádi vásári jog kiváltságlevele) és aranykeresztet mutatott a népnek és kérdezte, hisznek-e a jelvénynek? És amint egyhangú igennel válaszoltak, gonoszul megesküdtek, hogy kiirtják az egész nemességet”.
„Lehetetlen leírni, mily véghetetlen kegyetlenségeket visznek véghez, körüljárnak, mint az ordító oroszlánok, mondhatatlan gyilkos tettekkel dühöngenek a nemesek ellen; nem kímélik a magzatot sem az anya méhében, elégetik a nemesi lakokat és falvakat, és Zaránd megyében már fel is gyújtották Brádot, Kristyórt és Ribicét, úgy hogy e helyekről alig menekült meg három. Minthogy Zarándban nem találtak már nemesi lakot, azonnal átjöttek Hunyadba, ahol rögvest felégették Baranyicskát, Marosnémetit, Solymost és Dédácsot. Félek, ha ennek gyorsan nem vetik végét, ha nem is az egész országot, de nagyobb részét fölemésztik.”
Néhány nap alatt feldúlták Abrudbányát és Verespatakot. Kihirdették, mint „Isten és császár parancsát”, hogy „aki disunita religióra nem áll és oláh köntösben nem jár, vagy nyársba húzzák vagy fejét veszik.” A lázadás terjedt egész Erdélyben, Brassó vármegye katonaságot kért a forrongás megfékezésére, ott főleg a szász településeket fosztogatták, a Szamos mellékén pedig nem csak a románok hanem a magyarok is megmozdultak. A lázadás gyors terjedésének oka a főleg a katonai parancsnokság felelőtlensége, mivel a gyülekező tömeg ellen nem tett semmit. A katonaság utasítása az volt, hogy „amíg a haditanácstól nem jő parancs, kirukkolnak, de nem lőnek”. Ez a hozzáállás a katonákban, magyarokban és románokban egyaránt azt a látszatot keltette, hogy a császár megrendelésére történik a rablás és gyilkolás. II. József túlzottnak vélte az eseményekről beszámolók híreit, a nemesség alaptalan félelmének tulajdonította a veszélyt. A dévai várban ostromolt magyarság önvédelmét - nevezetesen a románok sikertelen ostroma után a vár védői kivégeztek 44 támadót – törvénytelenségnek nyilvánította. A bécsi udvar nemtörődömsége tovább növelte a román felkelők önbizalmát. November 29-én nyíltan szembeszállnak a katonasággal, elfoglalták Illyét, majd ott hirdetni kezdik, hogy Hóra „fejedelem”, illetve „Dacia királya”. Tordán egy román nyilvánosan így kiáltott fel: „Feljött az oláhok csillaga, menjenek a magyarok Scythiába, mivel ők régibb lakosai a hazának”. A pópák által terjesztett dákoromán elmélet a nép legalsóbb rétegeiig is eljutott.

### A felkelés leverése
Mikor a császár tudomást szerzett a valós helyzetről, utasította a hadsereget, hogy állítsák helyre a közrendet. 18 századot vezényeltek a fosztogatók megfékezéséhez, a felbőszült tömeg szétszéledt, de sokan közülük követték vezetőiket a havasokba. Hórát és egyik társát, Kloskát románok fogták el hegyi rejtekhelyükön, és adták át Kray Pál alezredesnek. A felkelés vezetőit, többek között az egyszerű bocskoros pásztor Hórát és Kloskát 1785. február 28-án Gyulafehérváron kerékbe törték, Krizsán még a börtönben öngyilkos lett, a szétszéledő tömegen nem torolták meg a történteket. A fosztogatások során 4000 erdélyi lakost öltek meg, 133 települést felgyújtottak, a harci eseményekben 1500 román lázadó is életét vesztette.

## Utóhatása
A Hóra-féle felkelés volt Erdélyben az első olyan nagyobb vallási-nemzetiségi alapon szerveződött megmozdulás, mely megmutatta az Erdélyben élő románok erejét. Hóra szelleme köszönt vissza az 1848–49-es forradalom és szabadságharc alatti erdélyi román felkelés alkalmával, amikor a román népfelkelők nyíltan szembekerültek a szabadságharcukat vívó magyarokkal. Szatmárnémeti egyik kerületét Hóráról nevezték el és számos romániai településen utcát neveztek el róla, valamint emlékművet emeltek a három román parasztvezér tiszteletére Gyulafehérvárott.